# Adrián Huertas
Adrián Huertas del Olmo (* 21. August 2003 in Madrid) ist ein spanischer Motorradrennfahrer. Er fährt seit 2022 in der Supersport-Weltmeisterschaft.

## Statistik

### Erfolge
- 2021 – Supersport-300-Weltmeister
- 2024 – Supersport-Weltmeister

### In der Supersport-Weltmeisterschaft
(Stand: Saisonende 2024)
| Saison | Team                            | Motorrad              | Rennen | Siege | Zweiter | Dritter | Poles | Schn. Runden | Punkte | Ergebnis    |
| ------ | ------------------------------- | --------------------- | ------ | ----- | ------- | ------- | ----- | ------------ | ------ | ----------- |
| 2022   | MTM Kawasaki                    | Kawasaki Ninja ZX-6 R | 23     | –     | –       | –       | –     | –            | 120    | 12.         |
| 2023   | MTM Kawasaki                    | Kawasaki Ninja ZX-6 R | 21     | –     | –       | –       | –     | –            | 134    | 12.         |
| 2024   | Aruba.it Racing Supersport Team | Ducati Panigale V2    | 24     | 10    | 5       | 3       | 8     | 7            | 439    | Weltmeister |
| Gesamt | Gesamt                          | Gesamt                | 68     | 10    | 5       | 3       | 8     | 7            | 693    |             |

### In der Supersport-300-Weltmeisterschaft
| Saison | Team         | Motorrad           | Rennen | Siege | Zweiter | Dritter | Poles | Schn. Runden | Punkte | Ergebnis    |
| ------ | ------------ | ------------------ | ------ | ----- | ------- | ------- | ----- | ------------ | ------ | ----------- |
| 2020   | ProGP Racing | Yamaha YZF-R3      | 10     | –     | –       | –       | –     | –            | 43     | 17.         |
| 2021   | MTM Kawasaki | Kawasaki Ninja 400 | 16     | 6     | 1       | 1       | 3     | 1            | 255    | Weltmeister |
| Gesamt | Gesamt       | Gesamt             | 26     | 6     | 1       | 1       | 3     | 1            | 298    |             |

### Im Red Bull MotoGP Rookies Cup
| Saison | Rennen | Siege | Zweiter | Dritter | Poles | Schn. Runden | Punkte | Ergebnis |
| ------ | ------ | ----- | ------- | ------- | ----- | ------------ | ------ | -------- |
| 2018   | 10     | –     | –       | –       | –     | –            | 47     | 12.      |
| 2019   | 3      | –     | –       | –       | –     | –            | 20     | 20.      |
| Gesamt | 13     | 0     | 0       | 0       | 0     | 0            | 67     |          |

### Im European Talent Cup
| Saison | Team                     | Rennen | Siege | Zweiter | Dritter | Poles | Schn. Runden | Punkte | Ergebnis |
| ------ | ------------------------ | ------ | ----- | ------- | ------- | ----- | ------------ | ------ | -------- |
| 2018   | Reale Avintia Blumaq HMA | 11     | –     | –       | –       | –     | –            | 5      | 30.      |
| 2019   | Ikone Laglisse Academy   | 11     | –     | –       | –       | –     | –            | 7      | 28.      |
| Gesamt | Gesamt                   | 22     | 0     | 0       | 0       | 0     | 0            | 12     |          |

### In der FIM-CEV-Moto3-Junioren-Weltmeisterschaft
| Saison | Team                  | Rennen | Siege | Zweiter | Dritter | Poles | Schn. Runden | Punkte | Ergebnis |
| ------ | --------------------- | ------ | ----- | ------- | ------- | ----- | ------------ | ------ | -------- |
| 2018   | Reale Avintia Academy | 1      | –     | –       | –       | –     | –            | 0      | 45.      |
| Gesamt | Gesamt                | 1      | 0     | 0       | 0       | 0     | 0            | 0      |          |

### In der Motorrad-Weltmeisterschaft
(Stand: Großer Preis von Österreich, 17. August 2025)
| Saison | Klasse | Team                  | Motorrad | Rennen | Siege | Zweiter | Dritter | Poles | Schn. Runden | Punkte | Ergebnis |
| ------ | ------ | --------------------- | -------- | ------ | ----- | ------- | ------- | ----- | ------------ | ------ | -------- |
| 2025   | Moto2  | Italtrans Racing Team | Kalex    | 12     | –     | –       | –       | –     | –            | 7      | 25.      |
| Gesamt | Gesamt | Gesamt                | Gesamt   | 12     | 0     | 0       | 0       | 0     | 0            | 7      |          |

Einzelergebnisse
| Saison | 1        | 2           | 3         | 4     | 5       | 6          | 7                      | 8         | 9       | 10          | 11          | 12         | 13         | 14     | 15         | 16         | 17    | 18         | 19         | 20       | 21       | 22       |
| ------ | -------- | ----------- | --------- | ----- | ------- | ---------- | ---------------------- | --------- | ------- | ----------- | ----------- | ---------- | ---------- | ------ | ---------- | ---------- | ----- | ---------- | ---------- | -------- | -------- | -------- |
| 2025   | Thailand | Argentinien | USA-Texas | Katar | Spanien | Frankreich | Vereinigtes Konigreich | Aragonien | Italien | Niederlande | Deutschland | Tschechien | Osterreich | Ungarn | Katalonien | San Marino | Japan | Indonesien | Australien | Malaysia | Portugal | Valencia |
| 2025   | 14       | DNF         | 16        | 17    | 13      | 18         | INJ                    | 19        | 22      | DNF         | 18          | 14         | 18         |        |            |            |       |            |            |          |          |          |

| Legende  | Legende            | Legende                                                          |
| Farbe    | Abkürzung          | Bedeutung                                                        |
| -------- | ------------------ | ---------------------------------------------------------------- |
| Gold     | –                  | Sieg                                                             |
| Silber   | –                  | 2. Platz                                                         |
| Bronze   | –                  | 3. Platz                                                         |
| Grün     | –                  | Platzierung in den Punkten                                       |
| Blau     | –                  | Klassifiziert außerhalb der Punkteränge                          |
| Violett  | DNF                | Rennen nicht beendet (did not finish)                            |
| Violett  | NC                 | nicht klassifiziert (not classified)                             |
| Rot      | DNQ                | nicht qualifiziert (did not qualify)                             |
| Rot      | DNPQ               | in Vorqualifikation gescheitert (did not pre-qualify)            |
| Schwarz  | DSQ                | disqualifiziert (disqualified)                                   |
| Weiß     | DNS                | nicht am Start (did not start)                                   |
| Weiß     | WD                 | zurückgezogen (withdrawn)                                        |
| Hellblau | PO                 | nur am Training teilgenommen (practiced only)                    |
| Hellblau | TD                 | Freitags-Testfahrer (test driver)                                |
| ohne     | DNP                | nicht am Training teilgenommen (did not practice)                |
| ohne     | INJ                | verletzt oder krank (injured)                                    |
| ohne     | EX                 | ausgeschlossen (excluded)                                        |
| ohne     | DNA                | nicht erschienen (did not arrive)                                |
| ohne     | C                  | Rennen abgesagt (cancelled)                                      |
| ohne     | keine WM-Teilnahme |                                                                  |
| sonstige | P/fett             | Pole-Position                                                    |
| sonstige | 1/2/3/4/5/6/7/8    | Punktplatzierung im Sprint-/Qualifikationsrennen                 |
| sonstige | SR/kursiv          | Schnellste Rennrunde                                             |
| sonstige | *                  | nicht im Ziel, aufgrund der zurückgelegten Distanz aber gewertet |
| sonstige | ()                 | Streichresultate                                                 |
| sonstige | unterstrichen      | Führender in der Gesamtwertung                                   |